# 紅影 (ランブルローズ)
紅影（べにかげ）は、コナミデジタルエンタテインメントの女子プロレスゲーム『ランブルローズ』の登場人物。声優は佐々木亜紀。

## 概要
忍びの者の血を受け継いだ女性で、忍者部隊「乙組」の“くの一”。「紅影（べにかげ）」という名前は、コードネーム。
日本政府の密命を受け、ランブルローズ（以下RR）の真の目的を探るため、大会に選手として送り込まれた。
軽量級で素早くアクロバティックなキャラクターという事で、RRプロデューサーの内田明理がルチャ・リブレと忍者は近い感覚があると思い、紅影というキャラクターは誕生した。

### 乙組
乙組（おつぐみ）とは、内閣諜報部（情報部）が秘密裏に組織した、信州は戸隠の里の忍者部隊の中のくの一部隊の総称である。
紅影は、乙組の中でも下っ端で、ゲーム中では首領によりアナスタシアに身柄を売られ、写真集「RUMBLE ROSES BEST SHOT」(以下BEST SHOT)では、内閣執務室より御役目御免を言い渡されている。
ランブルローズXX（以下XX）では、抜け忍になった紅影を始末する為、彼女のNORMAL STYLEの入場時に、乙組のくの一が刀や手裏剣で襲いかかるが、返り討ちにされている。

### 飛天丸
♀の飛び蛙、紅影と幼馴染で彼女のパートナー。
普段は紅影の篭手の中に、普通サイズで潜んでいるガマガエルの飛天丸だが、RRの入場時は巨大化し、木枯らしの中から現れた紅影に乗られて登場する。

## 人物
任務遂行の為には手段を選ばず、殺しさえ厭わない冷酷な一面を持った、非道のレスラー。一度撃退したにもかかわらず、麗琥に襲われた際にはトドメを刺そうと動き、制止に入ったイーブル・ローズの忠告も聞かず、イーブル・ローズを倒してしまった。
優しい一面もあり、クグツの法術に操られたブラック・ベルト・デーモンを倒した後は、彼女を介抱している。また、太腿に入れ墨を入れられ傀儡にされたグレートカーンを見た際には「純朴な娘に、惨いことを……」と義憤に駆られた。デキシー・クレメッツやキャンディ・ケインにはRRの棄権を勧め、衣装を嘲られながらも、彼女達に忠告を続けるなど、一般人が暗部に踏み入る事を良しとしない。
用心深い性格で、入場時には周りの状況を確認し、リングインする。RRに潜入直後も、余りにたやすく事が運びすぎる事に疑問を覚えていた。ただ、アナスタシアの控室の解錠に手間取り、彼女に後ろを取られる。イーブル・ローズの侵入に気付かず、彼女に背後を取られるなど、くの一として未熟な部分を見せる事もあった。
「忍は、主の命に従うただの具足」という考えを持ち、首領から与えられた任務を忠実に遂行しようとする。首領への信頼はかなりのもので、ストーリーモードで、アナスタシアに首領が書いた巻物を渡され、自分がアナスタシアへ売られてしまった証拠を見せられると「まさか、首領が……某を売るはずが……」と激しく動揺した。そこからは覚悟を決め、マスクを外し抜け忍となる。ノーブル・ローズからの共闘の提案も断り、修羅の運命は元より覚悟の上で、何ものにも属さず己に従い生きていく事に決めた。
前述の処遇からか、インタビューでは、一番会いたい人に首領を上げており、此度の一件について納得の行く説明を欲している。
BEST SHOTでは、純白のワンピースやフリルが沢山付いたドレスに憧れを抱くなど女性らしい一面を見せ、華やかな衣装を纏ったベビーフェイスに憧れている。
『電撃マオウ』の漫画版でも、紅影は忍者部隊『乙組』の“くの一”として登場。アナスタシアに対する捜査を秘密裏に行っている。同作品の七話では、胸元に穴が開いたヘソ出しの赤いトップスと赤いミニスカートを着用したラウンドガールの格好をしている。

## ゲーム版コスチューム

### NORMAL STYLE
頭には手裏剣が描かれた額当てを付け、顔の下半分を覆った半面を付けている。ストーリーモードでは、第6戦のドクター・アナスタシアとの試合以降限定でマスクを外す。
黒を基調として紅色のラインが入った、忍者装束は、鎖帷子のような網状のボディスーツで、ハイレグで太腿を大胆に露出している。胸部と股間以外がシースルーに見えるようにデザインされており、腹部には「王者の風格」の花言葉を持つ牡丹が、背中部分には薔薇の入れ墨風刺繍が入っている。
両腕の前腕に銀色の金属製防具を付けている。両脚には、膝の部分に「忍」の文字が刻印された銀色の金属製防具を付けている。銀色の部分はかなり硬い。
足には草履を穿いている。
忍者装束のお尻部分に紅色で刺繍された「乙」の文字は、内閣情報部のくの一部隊「乙組」の頭文字。紅影は忍者装束の食い込みが気になるのか度々お尻を触って食い込み直しをしており、ゲーム中でも挑発動作で食い込みを直す仕草をする。
2Pカラーの忍者装束は、紅色を基調として白いラインが入っており、お尻の「乙」の文字は、白色で刺繍されている。

### SUPERSTAR STYLE
重厚な兜でと仮面で、目元以外をほぼ覆い隠している。
背中の開いた鎖帷子風の全身タイツを着ているが、バストや股間など肝心な部分を隠そうとする姿勢が希薄で、ほぼ「裸にメッシュのタイツ」と言っても過言ではない。

### 水着
RRの水着は、シンプルな白いビキニで、白い縁のサングラスをかけて大人の雰囲気を演出している。2Pカラーは、ピンク色の水着に、ピンクの縁のサングラスをかけている。

## 格闘スタイル
超人的な運動神経と忍術で他の選手を翻弄する。
忍者だけに、トリッキーで意表を突いた動きで相手を撹乱するスピードタイプのテクニカルファイター。パワーを勢いで補いながら、とにかく目まぐるしく動き、潜り抜けネックブリーカーなどの強力な投げ技を放つ。
持ち技には、鎌固めなど紅影本人が恥ずかしいアングルになってしまう技も多く、Hゲージが溜まってしまうので注意が必要。

## 技の解説

### リーサルムーブ
黄泉落とし
相手の身体を持ち上げてコーナーポスト上に乗せ、自分もトップロープ上に上がり、そこから相手の頭を抱えた状態で一緒にジャンプして、マットへ錐揉み状態で落下する。二人分の体重を乗せ、相手の脳天をマットに叩き付けた後、ピンフォールへと持ち込む。
空蝉
ビーチアリーナで発動。丸太に化けて相手を欺く。

### キラームーブ
鬼火
相手の身体に飛びつき、それを軸として目まぐるしく回転する。勢いがついた所で、自分の両脚を相手の首に固定すると、上半身の反動を利用し一気にマットへ引き倒す。相手がマットに倒れた瞬間に素早く身体を組み換え、ピンフォールへ持ち込む。

### Hムーブ
六道
仰向けで倒れている相手の脚を取り、座禅を組ませるような体勢を取らせ、その途中で腕を脚の中へ固定させる。相手が身動きが取れなくなった所で背後を取り、仰向けに倒して首を極める。
無理矢理、脚を組まされ重心が不安定になった時に転がされるだけでも屈辱的だが、相手は観衆へ尻を晒す状態となり、強制的に組まされた腕により胸を強調する格好となってしまう。
ただし、紅影もマットで仰向けに倒れ、左足で相手を固定し、観衆へ股間を曝け出してしまう体勢になる為、Hゲージが溜まってしまう。

## 経歴

### RR
第1戦では、ノーマルアリーナでブラック・ベルト・デーモンと戦い、これを倒す。うら若い娘である彼女が発した尋常でない殺気、奇妙な入れ墨、そして試合前後の記憶を失っている事から、何者かに傀儡の法術をかけられたと推測する。
第2戦では、ビーチアリーナでキャンディ・ケインと戦う。彼女に正気を奪われぬ内にRRの棄権を勧めるが、忍者だと小馬鹿にされて聞き入られることは無く、遂に実力行使に出る。
大会に潜んでいる本当の敵の目的を探ろうとアナスタシアの控室の解錠中、彼女に話しかけれそうになるも、変わり身を使い背後を取る。くの一である自分に気付かれず背後を取ったアナスタシアが只の看護師でなく、こちらを「政府の犬」呼ばわりし、正体に勘付いている彼女に危険を感じる。
第3戦では、グレートカーンと相対。尋常でない殺気を放ち、こちらを殺害すると言う彼女はどう見ても洗脳されており、純朴な彼女を変えた敵に怒りを覚える。
控室で休憩していた所、イーブル・ローズに背後を取られ、咄嗟に構えるも、彼女は黙って出ていった。その強い眼差しから術にはかかっているようには見えず、イーブル・ローズの正体が誰か思案する。
第4戦では、ノーマルアリーナで麗琥と試合になるが、彼女の様子はグレートカーンなどと同じく傀儡状態であった。頭痛でよろけなら「コロス…」と呟く麗琥。それを見た紅影は「「笑止」」と言い、戦闘の構えを取った。
第5戦は、ノーマルアリーナ。敗北したにもかかわらず、背後から奇襲を仕掛けてきた麗琥を変わり身の術で躱す。トドメを刺そうとするが、そこにイーブル・ローズが現れ「本当の敵は別にいる!」と麗琥を庇う。紅影は問答無用で、イーブル・ローズに戦いの構えを取った。
イーブル・ローズを倒した紅影の元へアナスタシアが現れる。まるでペットに餌を与えるように、上から目線で話しかける彼女は首領が書いた巻物を渡してくる。信じていた首領に裏切られた事を紅影は信じられず、アナスタシアはそれを良いことに「ワンちゃん」呼ばわりして嘲り笑う。起き上がったイーブル・ローズがアナスタシアにキックをお見舞いして「彼女こそが全ての元凶」だと言う。紅影は仮面を取り、自分の判断で動く事を決意、飼い犬が野に放たれれば山犬となるように。
第6戦では、コロッセオで真の姿となったドクター・アナスタシアと戦う。アナスタシアは紅影を手術にかけようとするが、素顔を晒した紅影は「貴様ごときに易易と屠られるこの紅影ではない」と言い放つ。未だにワンちゃん扱いして愚弄するアナスタシアに、紅影は「我が心の刃、とくと味わえ!」と戦闘態勢を取った。
第7戦は、コロッセオで敗北したアナスタシアが軽薄な謝罪をして紅影をパートナーにしてあげると提案するが、紅影は「悪党、命乞いするなら閻魔様にでも聞いてもらえ」と断る。アナスタシアは切り札のレディーXを呼び出し、逃亡。紅影はレディーXを「傀儡の王」と呼び、戦いが始まった。
第8戦では、コロッセオでレディーX サブスタンスが現れる。紅影は彼女を哀れなカラクリ人形と呼び、天に代わって成敗しようとする。
レディーXを撃破した紅影に、正義の戦士ノーブル・ローズが共闘を申し入れてくるが、彼女の心は何にも属さずに己に従う事に決めていた。「また、どこかで会えますか？」と問うノーブルに対し、紅影は「悪の炎、怪しく揺らめく時、影もまた現れる……」と返し、姿を消した。

### BEST SHOT
BEST SHOTインタビューでは、ストーリーモードとは展開が異なっている。RRの背後で進行していたアナスタシアの陰謀を暴くため渡米するが、大統領と繋がっていた彼女の策略により、内閣執務室より突然の御役目御免となり、紅影は政府からの支援が受けられなくなる。以来悪役レスラーとして糊口を凌ぐが、遂に貯金残高が零になってしまう。自分一人になっても、アナスタシアの野望を阻止し、先祖が受けた主君の恩義に報いると意気込むが、今月の食費にも困る有様で「里に帰りたい」と泣き言を言う。

### 漫画版
七話では、ラウンドガールに変装してリングの上に登場。退場する時に客席にいた日ノ本零子を呼び出すと、瞬時に背後に回って腕を極め、自分が忍びであると明かした上で、カミカゼ・ローズの娘かと尋問を始める。カミカゼ・ローズの死には、RR開催に携わった興行運営組織のアナスタシアが関わっていると教え、零子が現状アナスタシアの深い闇に踏み込んでおり、決勝を棄権してRR参加を諦めるよう忠告する。零子には「そんな大事なこと、あなたみたいな怪しい人に言われて決められないわ」と断れ、侮辱されたと頬を赤くする。しかし彼女が自分の手で母の事や黒澤先輩の件を解き明かしてみせると決意を見せた事で、親と子の絆に感銘を受け引き下がる。天井裏に飛び上がり、いつの間にか忍び装束に着替えると、零子へRRには陰謀が渦巻いているという忠告し、自分の名前を明かし、どこかへ消える。
八話では、物陰から、黒澤剋実と戦う零子を観戦し、力技に頼らず母カミカゼ・ローズの栄光をなぞる零子の姿を、「面白い」と評価した。
十話では、1st Sason Matchの対戦表によれば、スペンサー先生と対決する事になっており、アナスタシアには自分達の周囲を嗅ぎ回る不穏な者として認識されていて、あえて泳がされていた。
十二話では、天井のパイプの上に身を潜め、アナスタシアが出資者達の前でイーブル・ローズの試験を行う様子を観察していた。
最終話では、飛天丸に跨り、施設の研究室に侵入し、実験に関する情報を全て押収する。通信でアナスタシアに「もう貴様の思いどおりにはならんぞ」と言い放つ。

## その他の関連作品
- NEWラブプラス
  - デートで訪れる、チェーン店の和食甘味屋の店名が「紅影」である[31]。